# Saville (romanzo)
Saville è un romanzo di David Storey del 1976, vincitore del Booker Prize.
Il romanzo ruota attorno a Colin, un ragazzo che cresce nel villaggio fittizio di Saxton nello Yorkshire durante e dopo la seconda guerra mondiale.